# 直毘神
直毘神（ナオビノカミ、ナホビノカミ）為《記紀》二書出現的消災解厄之神，對應於司掌災厄的禍津日神（マガツヒノカミ）。

## 概要

### 古事記之記載
依照《古事記》上卷，從黃泉國逃返的伊邪那岐命進行禊祓（袪除污穢的淨化儀式），祂脫去的衣物誕生了衝立船戶神至邊津甲裴弁羅神等共12位神祇。接著在中游淨滌身體，產生八十禍津日神（やそまがつひのかみ）、大禍津日神（おほまがつひのかみ）等二神，乃由亡者之汙穢所成之神明。為了消除前二神之禍，又生神直毘神（かみなほびのかみ）、大直毘神（おほなほびのかみ）、伊豆能賣神（いづのめのかみ）等三神，以便將兇「禍（マガ）」折「直」為良善，而伊豆能賣神則具有淨化汙穢之神力。

### 日本書紀之記載
《日本書紀》卷第一的記載和《古事記》的神話故事近似，伊奘諾尊在中游淨滌身體汙穢時，產生了八十枉津日神（やそまがつひのかみ）；同段第十種說法則敘述產生了大綾津日神，「大綾」與「大禍」同義，故亦指禍津日神。而另外生出的矯枉消厄之神，則為神直日神（かみなほひのかみ）、大直日神（おほなほひのかみ）。

## 解說
「直（ナオ、ナホ）」就是將災難厄運的「曲（マガ，漢字亦寫成『禍』）」變成「直」，「毘（ビ）」是神明之義，是以此神祇能淨化汙穢、消除災難。一般禍津日神都會隨著直毘神一同受人祭祀參拜，以便消災解厄、保護眾生。
在江戶時代，國學專家對於此神祇與禍津日神有著不同的見解：
1. 本居宣長認為禍津日神就是帶來人生諸多不合理、災禍不幸的神祇，就算眾生秉持善心處世，未必能得到幸福。人生的禍福、吉凶皆由神明決定，故禍津日神毫無情面地帶給眾生悲傷不幸。
2. 平田篤胤則認為禍津日神為善神，祂是須佐之男命的「荒魂（あらたま、あらみたま）」[1]，相對地直毘神即是天照大神的「和魂（にきたま〔にぎたま〕、にきみたま〔にぎみたま〕）」。此二神各自將分靈授予眾生，當眾生遭遇惡事爭執而表現出憤怒、殘暴、不滿等情緒時，即是禍津日神在內心作祟。不過這樣並非不好，而是能產生對善惡的判斷。這種隨善惡判斷而起的壞情緒，能跟著直毘神的分靈歸於平靜。

## 信仰
奉祀神直毘神及大直毘神的神社主要有：
- 伊久刀神社（兵庫縣豐岡市日高町）

## 外部連結
- （日語）大禍津日神 （页面存档备份，存于）